# Caecum searleswoodii
Caecum searleswoodii là một loài ốc biển nhỏ, là động vật thân mềm chân bụng sống ở biển trong họ Caecidae.